# Brycon behreae
Brycon behreae är en fiskart som beskrevs av Hildebrand, 1938. Brycon behreae ingår i släktet Brycon och familjen Characidae. Inga underarter finns listade.